# Schloss Bethelsdorf
Das Schloss Bethelsdorf (slowakisch Kaštieľ Betlanovce, auch als Feigelovský kaštieľ, Fajgelovsko-Pobstovský kaštieľ oder Thurzovský kaštieľ, zu deutsch Feigel-Schloss, Feigel-Pobst-Schloss oder Thurzo-Schloss bekannt) in der ostslowakischen Gemeinde Betlanovce (deutsch Bethelsdorf) in der traditionellen Landschaft Zips (slowakisch Spiš) befindet sich im Dorfzentrum östlich der Kirche.

## Beschreibung und Geschichte

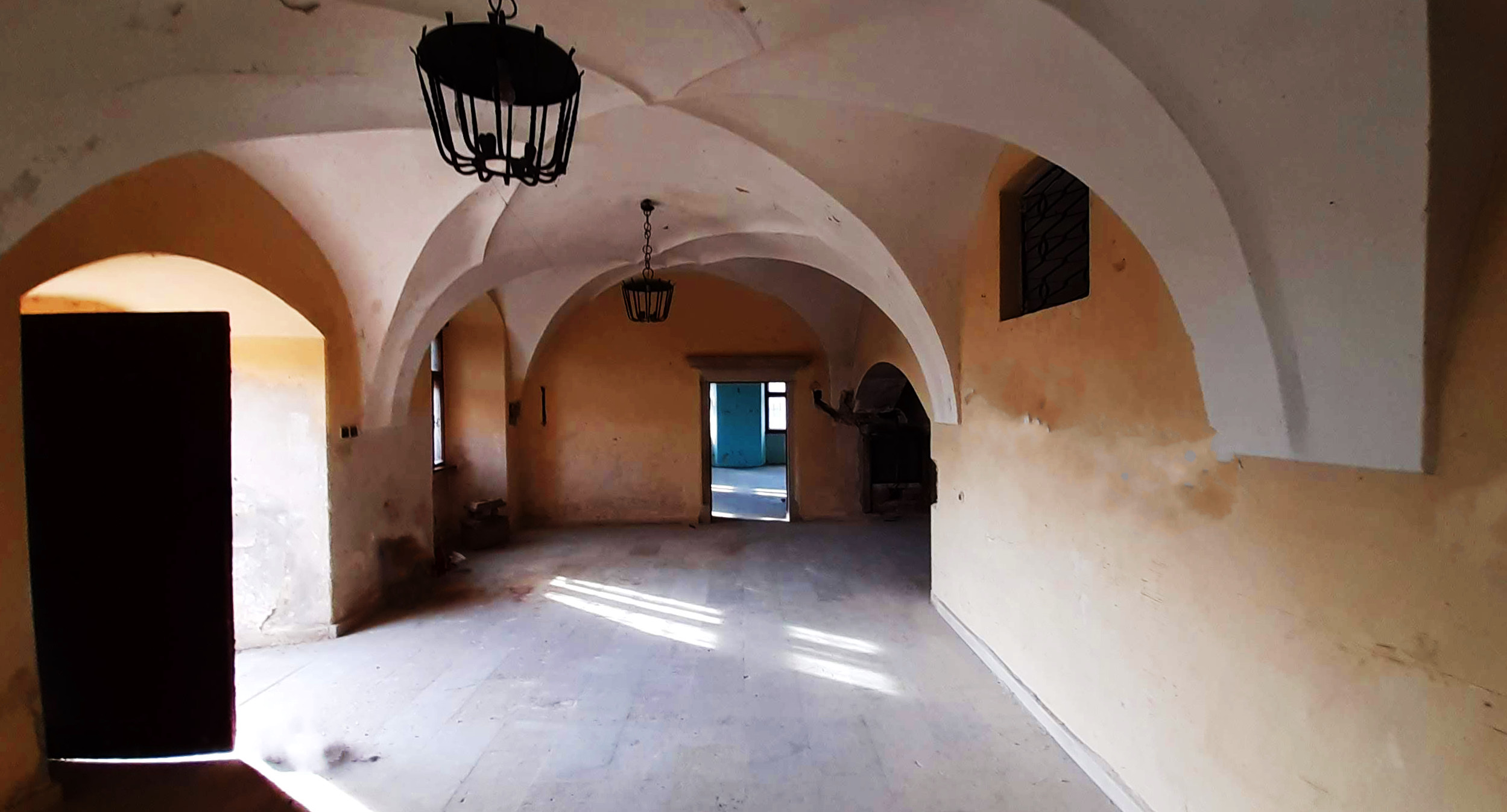
Eingangshalle im Erdgeschoss

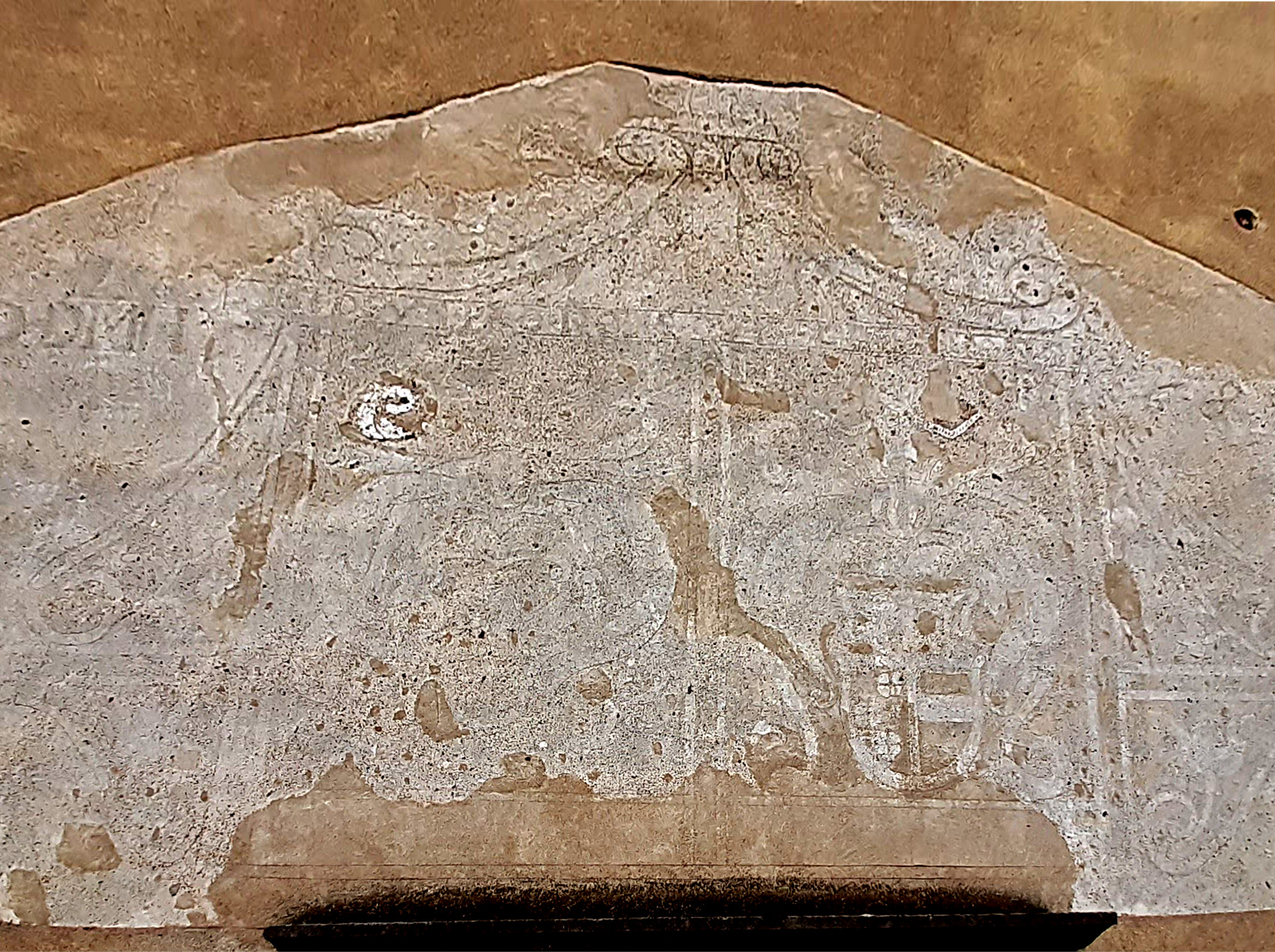
Sgraffito der Familienwappen der Bauherren

Das Schloss wurde 1564–1568 erbaut und weist im Gegensatz zu vielen anderen Renaissanceschlössern keine Wehrtürme oder Befestigung auf, somit ist es ein reines Repräsentationsschloss. Die Bauherren waren Peter Feigel, langjähriger Kapitän der Zipser Burg im Dienste der Familie Thurzo, der 1563 Güter in Bethelsdorf erhielt sowie seine zweite Gemahlin Helena Bobst-Bethlenfalvy (nach einigen Quellen Hedwig). Es handelt sich um ein zweigeschossiges Schloss mit einem rechteckigen Grundriss und einer glatten Fassade. Rund um das Gebäude verläuft ein hölzerner Söller, der jedoch nicht mehr dem Original entspricht. Am Söller sind die Wappen beider Familien und unter ihnen die folgende lateinische Schrift mit der Jahreszahl und den Namen der Erbauer angebracht: AN(N)O D(O)M(I)N(I) 1568/ SI DEVS PRO NOBIS QVIS CONTRA NOS/ P(eter) F(eigel) H(edwig) B(obst) („Im Jahre des Herrn 1568/ Wenn Gott mit uns ist, wer ist gegen uns/ Peter Feigel [und] Hedwig Bobst“). Der Text nimmt Bezug auf die Bibelstelle Römer 8,31.
An der südlichen Fassade gibt es einen reichen, heute allerdings kaum noch erkennbaren, 1564 datierten Sgraffitoschmuck. Am Dachrand steht in vollem Umfang eine Renaissance-Attika, deswegen nennen die Dorfeinwohner das Schloss auch Korunky (frei: Krönchen [Plural]).
Der letzte Besitzer vor der Nationalisierung war der Großgutsbesitzer Vojtech Bethlenfalvy. 1944 wurde das Schloss unsachgemäß saniert, 1955–1960 inklusive des Söllers renoviert. Von 1966 bis 1975 befand sich hier die Verwaltung des Landschaftsschutzgebiets Slowakisches Paradies (seit 1988 Nationalpark Slowakisches Paradies), spätere Nutzungen waren unter anderem für Zwecke des Örtlichen Nationalausschusses (wie Gemeindeorgane in der sozialistischen Tschechoslowakei hießen), als Nachtquartier und als Jugendklub, seit den 1980er Jahren steht das Schloss leer und ist dem Verfall preisgegeben. 1991 kam es zu einer Restitution an Astrid Hanzlíčková, der Enkelin des letzten Mitglieds der Familie Bethlenfalvy, eine Nutzung blieb aber aus.
2022 erwarb die Firma Manevi SK, die slowakische Tochter einer der ungarischen Regierung nahestehenden Stiftung, das Schloss zusammen mit dem benachbarten, ebenfalls baufälligen barocken Landsitz und einem Park. Nach wie vor ist das Innere für die Öffentlichkeit nicht zugänglich.